# Silpho
Silpho – wieś w Anglii, w hrabstwie North Yorkshire, w dystrykcie (unitary authority) North Yorkshire. Leży 55 km na północny wschód od miasta York i 313 km na północ od Londynu. W 2001 miejscowość liczyła 31 mieszkańców.